# Бальци (Хорватия)
Бальци (серб. Баљци, хорв. Baljci) — покинутый населённый пункт в Хорватии, расположенный в Жупании[уточнить].

## История
Бальци был основан в конце XV века влахами из Восточной Герцеговины, которые в основном принадлежали к клану Мириловичей.
В конце 17 века, после Кандийской войны, Бальци и соседние деревни были присоединены к Венецианской республике.
Во время распада Югославии населённый пункт оказался в составе непризнанной Республики Сербская Краина. В ходе войны в Хорватии в 1991—1995 гг. и последовавшей за ней операцией «Буря» населённый пункт был полностью покинут всеми жителями.

## География
Расположен на склоне горы Свилая (хорв. Svilaja) близ реки Чикола. Ранее, во времена СФРЮ, относился к общине Дрниш, а ныне — Ружич.

## Население
В 1991 году население составляло 470 человек, преимущественно сербов.